# آبادي
آبادي هي بلدة في مقاطعة غيجدفان في ولاية بخارى في أوزبكستان.